# Tintenklex Lernsoftware
Tintenklex Lernsoftware ist ein inhabergeführter Verlag mit Sitz in Damp, der 1999 gegründet wurde.
Der Verlag produziert Software und Bücher zur Verwendung in Lerntherapie-Praxen, Nachhilfepraxen und -instituten, Schulen sowie für den Eigenbedarf. Die Software deckt die Bereiche
Rechtschreib-, Grammatik-, Vokabel-,  und Mathematik-Programme ab, dazu kommen  Spiele, die zum Erlernen der deutschen Rechtschreibung, zum Üben von Grammatik und Zahlenräumen, zum Training für Kinder mit ADS entwickelt wurden, ebenso wie Lernspiele für erwachsene Legastheniker und Menschen mit Rechenschwäche.

## Anwendung und Verbreitung
Merkmal der Software sind altersunabhängige Verwendbarkeit sowie kindgerechte Gestaltung. Die Programme erfüllen den Zweck des spielerischen Lernens.
Der Umfang und Nutzbarkeit des Programms entwickeln sich durch die Anwendung der Nutzer weiter, die Wortschatz, Vokabular und Zahlenraum nach Bedarf und mit Hilfe der programmierten Tests und Prüfungen selbst gestalten und erweitern.
Hilfreich für den Anwender sind dabei Grafiken, ein Farbleitsystem, Eigentests, Rechtschreibprüfung, Wahrnehmungstraining und Spiele. Online-Training ist über die Website der Tintenklex Lernsoftware möglich.
Bis 2012 nutzten in Deutschland ca. 4.200 einschlägige öffentliche Einrichtungen und Praxen die Software.
Das Bundesland Sachsen stattete 2007 alle Grund- und Förderschulen mit der Software von Tintenklex Lernsoftware aus.
Die Software wird in Deutschland, Österreich und über einen Vertriebspartner in der Schweiz vertrieben. 

## Produkte
Software
- Vokabeltrainer
- Grammatiktrainer
- Diktattrainer
- Rechtschreibtrainer Klex und Hexenklex
- Spiele

Taschenbuch
- Der schlaue Wolf, Kurzgrammatik

## Auszeichnungen
Die Software „Klex Version 11“ wurde 2006 mit dem Digita für die Kategorie Allgemein bildende Schule, Klasse 1 – 4 ausgezeichnet.